# Dolmen von Praz Berthoud
Der 2010 rekonstruierte Dolmen von Praz Berthoud liegt oberhalb von Onnens, bei Yverdon-les-Bains, im Kanton Waadt in der Schweiz.
Die Reste des etwa um 2300 v. Chr. erbauten Dolmens wurden im Jahre 2000 von einem Bulldozer beim Bau der Autobahn A5 zwischen Yverdon und Neuenburg NE freigelegt. Es ist die erste im Kanton Waadt entdeckte Megalithanlage.
Der Dolmen besteht aus großen Platten und Blöcken. Die Blöcke, die das Denkmal ursprünglich bildeten, wurden nicht alle gefunden. Von den acht dicken Felsen, aus denen der nachgebaute Dolmen besteht, sind fünf Originale, während die übrigen Nachbildungen sind. Der Dolmen liegt jetzt etwa 40,0 Meter vom Ort der Entdeckung.
Bei den Ausgrabungen stießen die Forscher auf Pfeilspitzen und Pfostenlöcher. Dies lässt darauf schließen, dass sich in der Nähe des Dolmens ein Gebäude befand.